# Laguna Sucuará
La laguna Sucuará es una laguna de Bolivia, ubicada 3 km al sur de la localidad de Roboré en la provincia Chiquitos del departamento de Santa Cruz. El nombre de la laguna es de origen chiquitano y significa "pez hediondo". Es un lugar concurrido y de reunión para los pobladores de Roboré y fue declarada Reserva de Vida Silvestre Municipal en 2017.

## Historia
En 1956, por iniciativa del Club de Caza y Pesca de Roboré, se decidió represar las aguas de la laguna con la finalidad de formar una reserva piscícola, represa que se mantuvo hasta el desastre ecológico de inundaciones y mazamorras del año 1979.
En 2012 a través del Servicio de Encauzamiento de Aguas y Regularización del Río Piraí (SEARPI), se iniciaron trabajos de limpieza, colocación de trampas sedimentadoras y procesos de reforestación, que contribuyeron a provocar un impacto positivo al ambiente.
El 2019 se produjeron unos intensos incendios en la Chiquitania que afectaron también los alrededores de la laguna Sucuará, afectando parte de su cobertura vegetal.

## Fauna
En el área boscosa se han registrado diversas especies de animales como el taitetú, el chancho tropero, el gato del monte, el anta, el oso hormiguero bandera y el tejón, entre otras especies de aves y mamíferos.